# Postau
Postau – miejscowość i gmina w Niemczech, w kraju związkowym Bawaria, w rejencji Dolna Bawaria, w regionie Landshut, w powiecie Landshut, wchodzi w skład wspólnoty administracyjnej Wörth an der Isar. około 15 km na północny wschód od Landshut, przy autostradzie A92.

## Dzielnice
W skład gminy wchodzą następujące dzielnice: Grießenbach, Oberköllnbach, Postau, Unholzing oraz Moosthann.

## Demografia
| Rok  | Liczba mieszk. |
| ---- | -------------- |
| 1970 | 1 424          |
| 1987 | 1 350          |
| 2000 | 1 634          |

## Oświata
(na 1999)

W gminie znajduje się szkoła podstawowa (18 nauczycieli, 271 uczniów).